# 裁判所 (地方行政機關)
地方行政機關裁判所是日本19世紀明治維新期間，在1868年王政復古後成立的明治新政府，針對不屬於各藩的直轄地所設立的地方行政機關。

## 概要
由於廢除江戶幕府後，原屬江戶幕府直屬的領地成為無領主的狀態，裁判所主要是繼承江戶幕府所設立的奉行所及郡代支配所的功能，各裁判所下設置總督及副總督負責管理；在設立之初，由於戊辰戰爭的緣故，其中的新潟、佐渡、箱館這三個裁判所實際上並未由新政府所掌控。
第一個設立的是1868年1月27日（舊曆）成立的大坂裁判所，到同年4月為止，共陸續成立了12個裁判所。
同年閏4月21日（舊曆），新政府頒布新的政治大綱政體書，決定採用府藩縣三治制，因此各裁判所也開始改設為府或縣。

## 裁判所一覽
| 裁判所名稱   | 前身       | 成立日期    | 廢止日期      | 歷任總督                                              | 後改制為        |
| ------------ | ---------- | ----------- | ------------- | ----------------------------------------------------- | --------------- |
| 大坂裁判所   | 大坂町奉行 | 舊曆1月27日 | 舊曆5月2日    | 醍醐忠順                                              | 大阪府          |
| 兵庫裁判所   | 兵庫奉行   | 舊曆2月2日  | 舊曆5月23日   | 東久世通禧（舊曆3月19日前） 醍醐忠順（舊曆3月19日後） | 兵庫縣          |
| 長崎裁判所   | 長崎奉行   | 舊曆2月2日  | 舊曆5月4日    | 澤宣嘉                                                | 長崎府          |
| 京都裁判所   | 京都町奉行 | 舊曆2月19日 | 舊曆閏4月25日 | 萬里小路博房                                          | 京都府          |
| 大津裁判所   | 大津代官   | 舊曆3月7日  | 舊曆閏4月25日 | 長谷信篤                                              | 大津縣          |
| 橫濱裁判所   | 神奈川奉行 | 舊曆3月19日 | 舊曆4月20日   | 東久世通禧                                            | 神奈川裁判所    |
| 神奈川裁判所 | 橫濱裁判所 | 舊曆4月20日 | 舊曆6月17日   | 東久世通禧                                            | 神奈川府        |
| 箱館裁判所   | 箱館奉行   | 舊曆4月12日 | 舊曆閏4月24日 | 仁和寺宮嘉彰親王（辭退） 清水谷公考                   | 箱館府          |
| 笠松裁判所   | 美濃郡代   | 舊曆4月15日 | 舊曆閏4月25日 | 大原重德                                              | 笠松縣          |
| 新潟裁判所   | 新潟奉行   | 舊曆4月19日 | 舊曆5月23日   | 四條隆平                                              | 越後府（第1次） |
| 府中裁判所   | 生野代官所 | 舊曆4月19日 | 舊曆閏4月28日 | 西園寺公望（舊曆4月5日前）                            | 久美濱縣        |
| 佐渡裁判所   | 佐渡奉行   | 舊曆4月24日 | 舊曆9月2日    | 滋野井公壽（舊曆7月6日前）                            | 佐渡縣（第1次） |
| 三河裁判所   | 中泉代官   | 舊曆4月29日 | 舊曆6月9日    | 平松時厚（舊曆6月2日]]前）                            | 三河縣          |